# Der Roman eines Dienstmädchens
Der Roman eines Dienstmädchens er en stumfilm fra 1921 af Reinhold Schünzel.

## Medvirkende
- Liane Haid
- Reinhold Schünzel
- Erika Glässner
- Mizzi Schütz som Marie
- Arnold Korff
- Otto Tressler som Leopold
- Olga Engl som Charlotte